# Dubnij
Dubnij je kemijski element atomskog (rednog) broja 105 i atomske mase 268,13. U periodnom sustavu elemenata predstavlja ga simbol Db.
Dubnij je dobio ime po mjestu Dubnoj, Rusija jer je tamo prvi put sintetiziran.